# Lasiurus seminolus
Lasiurus seminolus (Rhoads, 1895) è un pipistrello della famiglia dei Vespertilionidi diffuso nell'America settentrionale.

## Descrizione

### Dimensioni
Pipistrello di piccole dimensioni, con la lunghezza totale tra 108 e 114 mm, la lunghezza dell'avambraccio tra 35 e 45 mm, la lunghezza della coda tra 44 e 52 mm, la lunghezza del piede tra 8 e 9 mm e un peso fino a 13,8 g.

### Aspetto
La pelliccia è lunga e densa, più corta sul muso. Le parti dorsali sono bruno cannella cosparse di peli con la punta cinerea, mentre le parti ventrali sono bruno-giallastre, la gola, il collo e il petto sono simili al dorso ma vistosamente più brizzolati. Sulle spalle e i pollici sono presenti delle macchie biancastre. Il muso è bruno-giallastro chiaro, appuntito e largo, dovuto alla presenza di due masse ghiandolari sui lati. Le orecchie sono marroni scure, corte, arrotondate e ben separate. Il trago è corto, stretto, con l'estremità arrotondata e curvato in avanti. Le ali sono cosparse di pochi peli e marroni scure, con le membrane tra le dita nerastre. La punta della lunga coda si estende leggermente oltre l'ampio uropatagio, il quale è dorsalmente ricoperto di peli dello stesso colore delle parti superiori. Il cariotipo è 2n=28 FNa=48.

## Biologia

### Comportamento
Si rifugia solitariamente tra le fronde o nelle cortecce esfoliate della Tillandsia usneoides a circa 1,5-6,1 metri dal suolo. Durante i parti e l'allattamento le femmine tendono a spostarsi su alberi più grandi ai margini forestali come alcune specie di Pini. Il volo è rapido e diretto. L'attività predatoria inizia presto la sera. Effettua migrazioni nella parte sud-orientale degli Stati Uniti d'America. Entra in uno stato di torpore durante le ore più fredde del giorno. Può rimanere attivo a temperature sotto i 21 °C e se l'umidità relativa aumenta può sopportare anche temperature più basse.

### Alimentazione
Si nutre di insetti, particolarmente mosche, scarafaggi, libellule, api, vespe e grilli catturati sopra la volta forestale tra 6 e 15 metri dal suolo. Più raramente caccia sopra stagni, lungo i margini forestali, in prossimità di luci artificiali dove si accumulano più frequentemente le prede.

### Riproduzione
Femmine gravide sono state catturate nei mesi di maggio e giugno. Danno alla luce da due a quattro piccoli alla volta a metà giugno in Florida. Sono in grado di volare già a 3-4 settimane di vita.

## Distribuzione e habitat
Questa specie è diffusa negli Stati Uniti d'America sud-orientali, dalla Virginia alla Florida e nel Texas orientale e Oklahoma sud-orientale verso ovest. Popolazioni disgiunte sono presenti nello stato messicano centro-orientale di Veracruz, in Pennsylvania, stato di New York e sulle isole Bermuda.
Vive in ambienti alberati, boschi di palude, foreste di conifere fino a 500 metri di altitudine.

## Conservazione
La IUCN Red List, considerato il vasto areale e la popolazione presumibilmente numerosa, classifica L.seminolus come specie a rischio minimo (Least Concern)).